# Trachypleurosum coformis
Trachypleurosum coformis är en rundmaskart. Trachypleurosum coformis ingår i släktet Trachypleurosum och familjen Trachypleurosidae. Inga underarter finns listade i Catalogue of Life.